# Golubie (powiat gołdapski)
Golubie (niem. Gollubien, 1938–1945 Unterfelde) – nieistniejąca już osada w Polsce, położona w województwie warmińsko-mazurskim, w powiecie gołdapskim, w gminie Dubeninki.
|  |
|  |
|  |
|  |
|  |
|  |
|  |

Podczas akcji germanizacyjnej nazw miejscowych i fizjograficznych historyczna nazwa niemiecka Gollubien została w lipcu 1938 r. zastąpiona przez administrację nazistowską sztuczną formą Unterfelde.
Wieś składająca się z kilkunastu gospodarstw położona była na południowych obrzeżach Puszczy Rominckiej, w pobliżu przedwojennej granicy polskiej. W latach dwudziestych Niemcy przeprowadzili przez wieś kolej okrążającą puszczę (trasa znana z mostów w Stańczykach). We wsi powstał dworzec. Za wsią, od strony wschodniej – w kierunku Żytkiejm, w czasach II wojny światowej tory kolejowe się rozgałęziały. Główny tor, przedwojenny, odchodził w kierunku Pobłędzia, a dodatkowa linia schodziła do jeziora Hańcza i miejscowości Błaskowizna. W okolicy Błaskowizny i Bachanowa znajdują się unikatowe głazowiska polodowcowe. W czasie II wojny światowej tą dodatkową linią kolejową, zbudowaną przy pomocy włoskich jeńców wojennych oraz polskich robotników przymusowych, głazy narzutowe były wywożone m.in. do budowy bunkrów Hitlera w Gierłoży – Wolfsschanze. Nasypy kolejowe bez podkładów są obecnie wykorzystywane jako drogi polne i turystyczne ścieżki spacerowo-rowerowe.
Wieś była jedną z pierwszych ówczesnych niemieckich wsi napotkanych w 1944 roku w tym rejonie przez Armię Czerwoną (3 Front Białoruski). Z tego powodu została gruntownie zniszczona, a mazurska ludność cywilna, która nie zdążyła się skryć w Puszczy Rominckiej była gwałcona, bita i mordowana. Wieś została całkowicie zrabowana i zniszczona. Niedobitki wróciły po wojnie do wsi, jednak na początku lat siedemdziesiątych zostały przymuszone do emigracji, w wyniku bezpośrednich nacisków ZSRR, dla którego pamięć o tym pierwszym pogromie była rzeczą niechlubną.
Na dawnym cmentarzu, nieopodal, widać jeszcze kilka nagrobków. Na niektórych można zauważyć słabo widoczne napisy gotyckie.
W środku wsi, pomnik-obelisk wielokrotnie niszczony przez wandali zawiera ślady licznych nieistniejących tablic. Jeszcze na początku XXI wieku istniała tablica z napisem (niem.) Zum Gedenken der Einwohner von Unterfelde / Gollubien, 7.1996. Dziś już pozostała tylko jej dolna część.
Choć wieś nie istnieje od lat siedemdziesiątych, jeszcze mapy z lat osiemdziesiątych ją zaznaczały. Dziś widoczne są rozpadające się fundamenty zabudowań i ślady układu przestrzennego gospodarstw. Stare zaniedbane drzewa owocowe są jedynymi żywymi pozostałościami wsi. Na terenie wsi powstała ścieżka edukacyjno-historyczna w ramach Parku Krajobrazowego Puszczy Rominckiej. Jednak jedynie ponumerowane stacje tej ścieżki nie zawierają żadnych informacji dla zwiedzających.
Tereny wokół byłej wsi, o nieuregulowanej prawnie własności, służą jako obszary wypasu bydła okolicznej ludności.
Golubie było pierwszą z całej serii wiosek wyniszczonych, których ludność została wymordowana przez Armię Czerwoną wkraczającą do ówczesnych Prus Wschodnich.